# Piet Hein (danés)
Piet Hein (16 de diciembre de 1905-17 de abril de 1996) fue un ingeniero, escritor, artista, filósofo, diseñador e inventor danés. Es conocido especialmente por sus gruks, poesías filosóficas cortas o aforismos escritas, originalmente bajo el seudónimo de Kumbel Kumbell, mientras estaba en la clandestinidad por haber presidido la Unión Antinazi de su país justo antes de la ocupación de Dinamarca por los nazis en 1940 y publicadas en Politiken.
A principios de la década de 1930, patentó el Cubo Soma, un rompecabezas de disección sólido y a principios de la década de 1940, inventó el abstracto Polygon, una versión del cual fue desarrollada de forma independiente por John Nash unos años más tarde. Tras haberlo presentado en una conferencia para matemáticos en la Universidad de Copenhague durante un discurso sobre las matemáticas para juegos, Hein presentaba un problema a resolver para el juego dos veces a la semana en Politiken, durante cuatro meses (50 ediciones). El nombre Hex fue puesto por Parker Brothers en 1952 cuando lanzaron su versión del juego, Hex, como juego de tablero.
Aunque su nombre está también estrechamente relacionado con la superelipse, una figura geométrica incorporada por su amigo, el arquitecto sueco David Helldén, en el diseño para la plaza Sergel de Estocolmo a comienzos de la década de 1960, no fue Hein quien lo había creado, sino el matemático francés Gabriel Lamé. Hein incorporó esta figura también en su colaboración con el diseñador de muebles y arquitecto sueco Bruno Mathsson.
De 1948-1949 fue presidente de la sección danesa del World Movement for World Federal Government, el antecesor del actual Movimiento Federalista Mundial.
Había colaborado con Hendrik Casimir durante la estancia de este en Copenhague en 1930 y sus amistades incluían a Albert Einstein y al matemático Norbert Wiener quien, a mediados de la década de 1960, terminó de preparar su libro Dios y Golem S.A. en casa de Hein en Rungsted, un barrio de Hørsholm.
Fue doctor honoris causa por las universidades de Yale y Odense.
Era descendiente del almirante y corsario neerlandés Pieter Pietersen Heyn, también conocido como Piet Hein.

## Gruks
Escritas originalmente en danés y más tarde en inglés –conocidas como grooks– sus más de 10 000 gruks han sido publicados en más de 60 antologías, muchas veces acompañadas por ilustraciones del propio autor. Se caracaterizan por, entre otras consideraciones, reflejar cierta ironía y por su uso preciso del lenguaje para crear ritmos y rimas en un mínimo de palabras y líneas.